# NGC 2470
NGC 2470 è una vasta galassia a spirale situata nella costellazione del Cane Minore, a una distanza di circa 206 milioni di anni luce dalla nostra Via Lattea.

## Scoperta
La galassia è stata scoperta il 24 ottobre 1886 dall'astronomo statunitense Lewis Swift.

## Descrizione
NGC 2470 ha una classe di luminosità I-II e presenta una larga riga a 21 cm dell'idrogeno neutro.